# Антонова, Александра Викторовна
Алекса́ндра Ви́кторовна Анто́нова (род. 24 марта 1980, Москва) — российская легкоатлетка, специалистка по барьерному бегу. Выступала за сборную России по лёгкой атлетике во второй половине 2000-х — первой половине 2010-х годов, обладательница серебряной медали чемпионата Европы в помещении, чемпионка и призёрка первенств национального значения, участница летних Олимпийских игр в Пекине. Представляла Москву. Мастер спорта России международного класса. 
С 2014 года работает с паралимпийцами (СШОР ВОРОБЬЕВЫ ГОРЫ) http://www.rezeptsport.ru/news/01/29.06.20151/ Архивная копия от 14 января 2022 на Wayback Machine. 
В 2021 году воспитанницы Антоновой завоевали 3 медали на Паралимпиаде в Токио. Гончарова Маргарита стала двукратной серебряной призеркой в беге на 400 метров и в длине в классе Т38. Могучая Александра завоевала серебряную медаль в прыжках в длину в классе Т46/47.
В 2016 году Антоновой была вручена Почетная грамота Президента РФ за заслуги в развитии физической культуры и спорта, успешную подготовку спортсменов, добившихся высоких спортивных результатов (распоряжение Президента РФ от 19.09.2016 #281-рп «О поощрении»). В 2021 присвоено знание Заслуженный тренер РФ (Приказ Минспорта России от 13.10.2021 #122 нг)

## Биография
Александра Антонова родилась 24 марта 1980 года в Москве.
Занималась лёгкой атлетикой под руководством тренера Виктора Петровича Васяткина, выступала за ЦСКА (Москва).
Впервые заявила о себе на взрослом всероссийском уровне в сезоне 2005 года, когда на чемпионате России в Туле в составе сборной команды Москвы одержала победу в эстафете 4 × 100 метров.
В 2006 году на зимнем чемпионате России в Москве выиграла бронзовую медаль в беге на 60 метров с барьерами. Попав в состав российской национальной сборной, выступила в беге на 100 метров с барьерами на чемпионате Европы в Гётеборге и на Кубке мира в Афинах — в обоих случаях заняла шестое место.
В 2007 году в беге на 60 метров с барьерами победила на зимнем чемпионате России в Волгограде, впервые в карьере выбежав из восьми секунд, тогда как на последовавшем чемпионате Европы в помещении в Бирмингеме завоевала в той же дисциплине серебряную медаль, уступив только шведке Сюзанне Каллур. На летнем чемпионате России в Туле стала серебряной призёркой в барьерном беге, заняла третье место в личном зачёте на Кубке Европы в Мюнхене, отметилась выступлением на чемпионате мира в Осаке.
В 2008 году в беге на 60 метров с барьерами была лучшей на зимнем чемпионате России в Москве, показала пятый результат на чемпионате мира в помещении в Валенсии. Благодаря череде удачных выступлений удостоилась права защищать честь страны на Олимпийских играх в Пекине — в программе бега на 100 метров с барьерами остановилась уже на предварительном квалификационном этапе.
После пекинской Олимпиады Антонова осталась в составе российской национальной сборной и продолжила принимать участие в крупнейших международных стартах. Так, в 2009 году в беге на 60 метров с барьерами она взяла бронзу на зимнем чемпионате России в Москве, дошла до полуфинала на чемпионате Европы в помещении в Турине, тогда как на летнем чемпионате России в Чебоксарах стала бронзовой призёркой в беге на 100 метров с барьерами.
В 2010 году добавила в послужной список бронзовую награду, полученную в беге на 60 метров с барьерами на зимнем чемпионате России в Москве, в то время как на летнем чемпионате России в Саранске вместе с московской командой стала серебряной призёркой в эстафете 4 × 100 метров.
В 2011 году в беге на 60 метров с барьерами выиграла серебряную медаль на зимнем чемпионате России в Москве, была шестой на чемпионате Европы в помещении в Париже.
На чемпионате России 2012 года в Чебоксарах получила бронзу в эстафете 4 × 100 метров.
В 2013 году на чемпионате России в Москве заняла четвёртое место в беге на 100 метров с барьерами (позже в связи с дисквалификацией Юлии Кондаковой и Екатерины Галицкой переместилась в итоговом протоколе на вторую позицию).
В 2014 году на зимнем чемпионате России в Москве в беге на 60 метров с барьерами так же изначально была четвёртой (после дисквалификации Кондаковой и Галицкой стала второй).
За выдающиеся спортивные результаты удостоена почётного звания «Мастер спорта России международного класса».